# Trichura coarctata
Trichura coarctata là một loài bướm đêm thuộc phân họ Arctiinae, họ Erebidae.